# Kašmírská koza
Kašmírská koza je nenáročné plemeno kozy domácí, z jejíž vlny se získává známý kašmír. Kromě tohoto plemene se k produkci kašmírské vlny chovají i další, příbuzná plemena koz.

## Popis
Kašmírská příze se dostala do Evropy a USA poprvé z Kašmíru, samotné plemeno však vzniklo někde ve střední Asii, možná i v Himálaji. Jsou to velmi nenáročné, odolné kozy, které mohou být celoročně na pastvě. Uši kašmírské kozy jsou dlouhé a svislé, bílá nebo černá srst je tvořena rovnými hrubými pesíky a velmi dlouhou, velmi jemnou a podsadou.
Kašmírská vlna se však dnes získává i v jiných oblastech jako např. v Íránu, Číně, Indii, velké chovy existují i v Austrálii a na Novém Zélandu atd. Aklimatizace kašmírských koz je obtížná a v jiných podmínkách neposkytují vlnu požadované kvality, uplatňují se tedy spíše jako kombinované plemeno, v podmínkách ČR se chová pro maso.
K získání vláken pro výrobu kašmírské vlny se srst kozy na jaře, když líná, vyčesává (v Íránu stříhá). Produkce vlny činí 200 – 400 g za rok, u kozlů až 500 g.
Vzhledem k tomu, že aklimatizace Kašmírské kozy nebyla v Evropě příliš úspěšná, lze se s ní v České republice setkat hlavně v zoologických zahradách. Vidět ji lze například v Zoo Olomouc, v Zooparku Vyškov, v Zooparku Chomutov nebo v Zoo Tábor.